# 나가노현 제1구
나가노현 제1구(長野市 第1区)는 일본의 중의원 선거구이다. 1994년 공직선거법으로 신설되었다.

## 지역
- 나가노시 일부
- 스자카시
- 나카노시
- 이야마시
- 가미타카이군
  - 오부세정
  - 다카야마 촌
- 시모타카이군
  - 야마노우치정
  - 기지마다이라촌
  - 노자와온센촌
- 시모미노치군
  - 사카에촌